# LG 쿠키 프레시
LG 쿠키 프레시(LG Cookie Fresh, LG GS290)는 LG전자가 2010년 3월에 출시한 휴대 전화기이다.